# Bielki
Bielki [pronunciación en polaco: /ˈbʲɛlkʲi/] es un pueblo ubicado en el distrito administrativo de Gmina Topólka, dentro del Distrito de Radziejów, Voivodato de Cuyavia y Pomerania, en el norte de Polonia central. Se encuentra aproximadamente a 3 kilómetros al sureste de Topólka, a 21 kilómetros al sureste de Radziejów, y a 60 kilómetros al sur de Toruń.